# Edie Falco

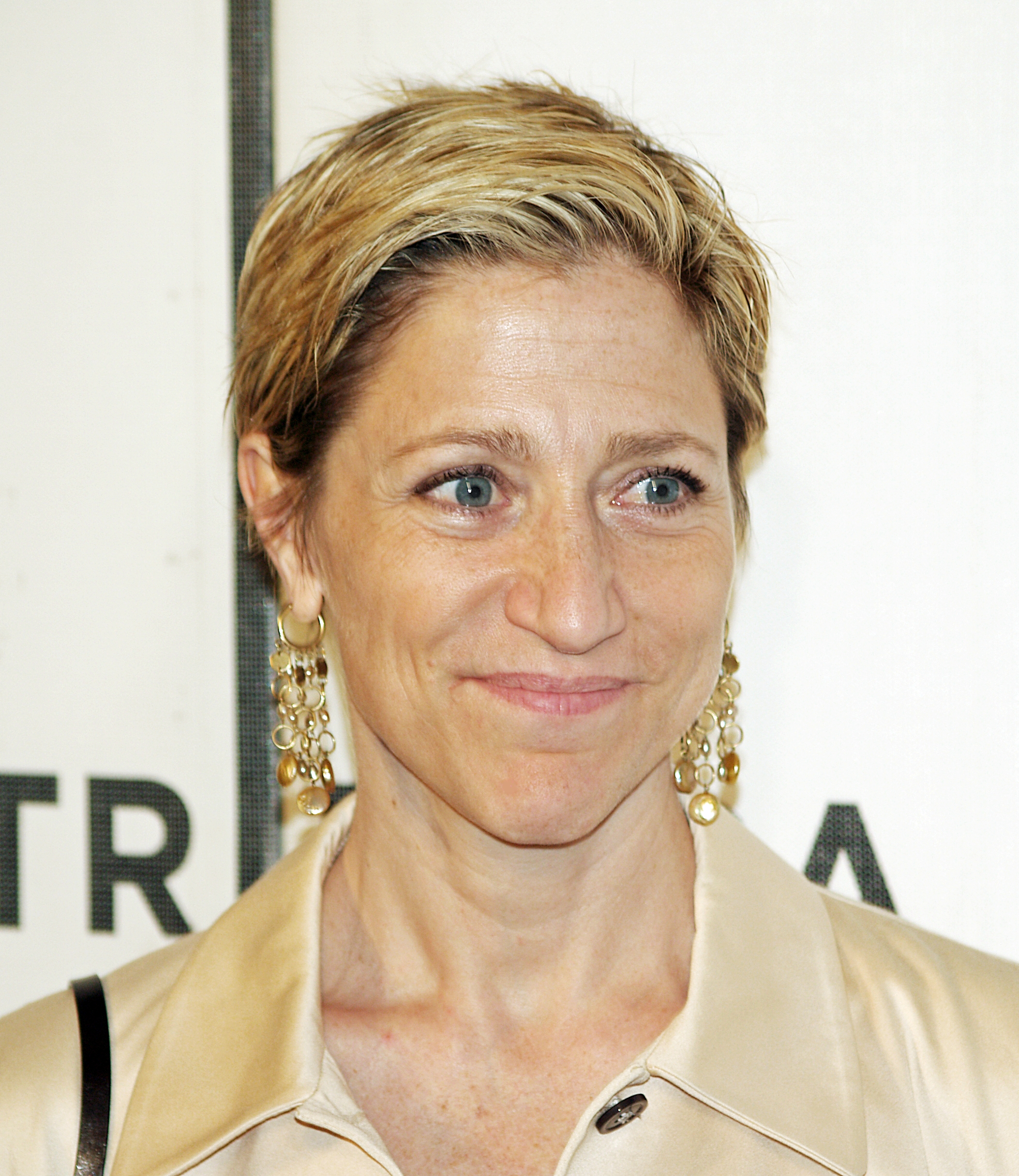
Edie Falco 2008

Edie Falco (* 5. Juli 1963 als Edith Falco in Brooklyn, New York City) ist eine US-amerikanische Schauspielerin mit italienischen und schwedischen Wurzeln. Sie ist Golden-Globe- und Emmy-Preisträgerin.

## Biographie
Falco ist in Northport, New York, einem kleinen Städtchen auf Long Island, aufgewachsen, in dem sie auch die High School absolvierte. Sie graduierte danach an der State University of New York at Purchase.
Sie begann ihre Karriere mit einigen Nebenrollen in Filmen wie Sommer unserer Träume (1987), Verdacht auf Liebe (1989) und Trust – Blindes Vertrauen (1990). Im Jahr 1993 wurde sie für ihre Darstellung in Laws of Gravity (1992) beim Independent Spirit Award als Beste Hauptdarstellerin nominiert. Der Durchbruch gelang ihr nach Gastrollen in TV-Serien wie Homicide und Law & Order mit der Rolle der „Carmela Soprano“ in Die Sopranos neben James Gandolfini und Lorraine Bracco. Dafür erhielt sie zwei Screen Actors Guild Awards, drei Emmys und zwei Golden Globe Awards. Von 2009 bis 2015 spielte sie die Hauptrolle der Krankenschwester Jackie Peyton in der Krankenhausserie Nurse Jackie.
2003 wurde bei Edie Falco Brustkrebs diagnostiziert. Sie unterzog sich einer Chemotherapie. Im Februar 2004 erfuhr Falco, dass sie den Krebs besiegt hat.
Falco ist seit 1993 trockene Alkoholikerin und unterstützt das Zwölf-Schritte-Programm der Anonymen Alkoholiker.
2003 war sie knapp ein Jahr mit Stanley Tucci liiert, den sie schon seit dem College kennt.
Im März 2013 engagierte sich Falco in einem Werbespot für die Tierschutzorganisation People for the Ethical Treatment of Animals PETA.
Sie ist eine Unterstützerin der Demokraten.
Edie Falco lebt mit ihren beiden adoptierten Kindern in West Village.

## Filmografie (Auswahl)
- 1987: Sommer unserer Träume (Sweet Lorraine)
- 1989: Verdacht auf Liebe (The Unbelievable Truth)
- 1989: Sidewalk Stories
- 1990: Trust – Blindes Vertrauen (Trust)
- 1991: I Was on Mars
- 1992: Laws of Gravity
- 1992: Time Expired (Kurzfilm)
- 1993: Rift
- 1993–1997: Homicide (Homicide: Life on the Street, Fernsehserie, 5 Folgen)
- 1993–1998: Law & Order (Fernsehserie, 4 Folgen)
- 1994: Bullets Over Broadway
- 1995: The Addiction
- 1995: Backfire – Die total verrückte Feuerwehr
- 1995–1997: New York Undercover (Fernsehserie, 3 Folgen)
- 1996: Sonny Boys (The Sunshine Boys, Fernsehfilm)
- 1996: Layin’ Low
- 1996: Das Begräbnis (The Funeral)
- 1996: Sekt oder Selters (Breathing Room)
- 1996: Childhood’s End
- 1997: Hurricane
- 1997: Die Retter – Feuerhölle in Manhattan (Firehouse, Fernsehfilm)
- 1997: Cop Land
- 1997: Trouble on the Corner
- 1997: Cost of Living
- 1997: Private Parts
- 1997–2000: Oz – Hölle hinter Gittern (Oz, Fernsehserie, 23 Folgen)
- 1998: Blind Light
- 1998: Teurer als Rubine (A Price Above Rubies)
- 1999: Judy Berlin
- 1999: Stringer
- 1999: Begegnung des Schicksals (Random Hearts)
- 1999–2007: Die Sopranos (The Sopranos, Fernsehserie, 85 Folgen)
- 2000: Death of a Dog
- 2000: Overnight Sensation
- 2000: The Sight (Fernsehfilm)
- 2001: Jenifer (Fernsehfilm)
- 2002: Land des Sonnenscheins – Sunshine State (Sunshine State)
- 2003: Fargo (Fernsehfilm)
- 2004: Family of the Year
- 2004: Will & Grace (Fernsehserie, Folge 6x17)
- 2005: The Girl from Monday
- 2005: The Great New Wonderful
- 2005: The Quiet – Kannst du ein Geheimnis für dich behalten? (The Quiet)
- 2006: Das Gesicht der Wahrheit (Freedomland)
- 2007–2008 30 Rock (Fernsehserie, 4 Folgen)
- 2009–2015 Nurse Jackie (Fernsehserie, 80 Folgen)
- 2010: 3 Backyards
- 2013: Gods Behaving Badly
- 2016: Horace and Pete (Webserie, 8 Folgen)
- 2016: The Comedian
- 2017: Landline
- 2017: Sergeant Rex – Nicht ohne meinen Hund (Megan Leavey)
- 2017: Outside In
- 2017: I Love You, Daddy
- 2017: Law & Order True Crime (Fernsehserie, 8 Folgen)
- 2018: Land der Gewohnheit (The Land of Steady Habits)
- 2020: Tommy (Fernsehserie, 12 Folgen)
- 2021: American Crime Story (Fernsehserie, 7 Folgen)
- 2022: Avatar: The Way of Water
- 2023: The Mother
- 2023: Fool’s Paradise
- 2023: The Other Two (Fernsehserie, Folge 3x09)
- 2023: I’ll Be Right There
- 2025: The Parenting

## Auszeichnungen und Nominierungen
Primetime Emmy Award
- 1999: Auszeichnung als Beste Hauptdarstellerin in einer Dramaserie für Die Sopranos
- 2000: Nominierung als Beste Hauptdarstellerin in einer Dramaserie für Die Sopranos
- 2001: Auszeichnung als Beste Hauptdarstellerin in einer Dramaserie für Die Sopranos
- 2003: Auszeichnung als Beste Hauptdarstellerin in einer Dramaserie für Die Sopranos
- 2004: Nominierung als Beste Hauptdarstellerin in einer Dramaserie für Die Sopranos
- 2007: Nominierung als Beste Hauptdarstellerin in einer Dramaserie für Die Sopranos
- 2008: Nominierung als Beste Gastdarstellerin in einer Comedyserie für 30 Rock
- 2010: Auszeichnung als Beste Hauptdarstellerin in einer Comedyserie für Nurse Jackie
- 2011: Nominierung als Beste Hauptdarstellerin in einer Comedyserie für Nurse Jackie
- 2012: Nominierung als Beste Hauptdarstellerin in einer Comedyserie für Nurse Jackie
- 2013: Nominierung als Beste Hauptdarstellerin in einer Comedyserie für Nurse Jackie
- 2014: Nominierung als Beste Hauptdarstellerin in einer Comedyserie für Nurse Jackie
- 2015: Nominierung als Beste Hauptdarstellerin in einer Comedyserie für Nurse Jackie
- 2018: Nominierung als Beste Hauptdarstellerin in einer Miniserie oder Fernsehfilm für Law & Order True Crime

Golden Globe Award
- 2000: Auszeichnung als Beste Serien-Hauptdarstellerin – Drama für Die Sopranos
- 2001: Nominierung als Beste Serien-Hauptdarstellerin – Drama für Die Sopranos
- 2002: Nominierung als Beste Serien-Hauptdarstellerin – Drama für Die Sopranos
- 2003: Auszeichnung als Beste Serien-Hauptdarstellerin – Drama für Die Sopranos
- 2005: Nominierung als Beste Serien-Hauptdarstellerin – Drama für Die Sopranos
- 2007: Nominierung als Beste Serien-Hauptdarstellerin – Drama für Die Sopranos
- 2008: Nominierung als Beste Serien-Hauptdarstellerin – Drama für Die Sopranos
- 2010: Nominierung als Beste Serien-Hauptdarstellerin – Komödie oder Musical für Nurse Jackie
- 2011: Nominierung als Beste Serien-Hauptdarstellerin – Komödie oder Musical für Nurse Jackie
- 2014: Nominierung als Beste Serien-Hauptdarstellerin – Komödie oder Musical für Nurse Jackie

Screen Actors Guild Award
- 2000: Auszeichnung als Beste Darstellerin in einer Dramaserie für Die Sopranos
- 2000: Auszeichnung als Bestes Schauspielensemble in einer Dramaserie für Die Sopranos
- 2001: Nominierung als Beste Darstellerin in einer Dramaserie für Die Sopranos
- 2001: Nominierung als Bestes Schauspielensemble in einer Dramaserie für Die Sopranos
- 2002: Nominierung als Beste Darstellerin in einer Dramaserie für Die Sopranos
- 2002: Nominierung als Bestes Schauspielensemble in einer Dramaserie für Die Sopranos
- 2003: Auszeichnung als Beste Darstellerin in einer Dramaserie für Die Sopranos
- 2003: Nominierung als Bestes Schauspielensemble in einer Dramaserie für Die Sopranos
- 2005: Nominierung als Beste Darstellerin in einer Dramaserie für Die Sopranos
- 2005: Nominierung als Bestes Schauspielensemble in einer Dramaserie für Die Sopranos
- 2007: Nominierung als Beste Darstellerin in einer Dramaserie für Die Sopranos
- 2007: Nominierung als Bestes Schauspielensemble in einer Dramaserie für Die Sopranos
- 2008: Auszeichnung als Beste Darstellerin in einer Dramaserie für Die Sopranos
- 2008: Auszeichnung als Bestes Schauspielensemble in einer Dramaserie für Die Sopranos
- 2010: Nominierung als Beste Darstellerin in einer Comedyserie für Nurse Jackie
- 2011: Nominierung als Beste Darstellerin in einer Comedyserie für Nurse Jackie
- 2012: Nominierung als Beste Darstellerin in einer Comedyserie für Nurse Jackie
- 2013: Nominierung als Beste Darstellerin in einer Comedyserie für Nurse Jackie
- 2013: Nominierung als Bestes Schauspielensemble in einer Comedyserie für Nurse Jackie
- 2014: Nominierung als Beste Darstellerin in einer Comedyserie für Nurse Jackie

Tony Award
- 2011: Nominierung als Beste Nebendarstellerin für The House of Blue Leaves